# ELTE TTK Biológiai Intézet
Az Eötvös Loránd Tudományegyetem Természettudományi Kar Biológiai Intézete az egyetem egyik intézete.

## Történet
Az ELTE TTK Biológiai Intézet Magyarország legsokoldalúbb egyetemi biológiai szakmai közössége. Az intézet 12 tanszéket, több MTA-ELTE Kutatócsoportot, Lendület és más számos pályázati nyerteseket egyesítő közösséget foglal magába.
Az ELTE-n a biológiai képzés az 1800-as évek közepén kezdődött különböző természettudományos diszciplínák önállósodásának következtében. Ekkoriban még csak tanárképzés keretében folyt a biológia oktatása. Az ELTE levéltárának adatai szerint 1875-ben már elkezdték ellenőrizni a biológiai tanárképzés minőségét. 1954-ben a biológiatanári szakot kibővítették ötéves képzés szakká. 1963-ban megalapították a biológus szakot, aminek célja a kutató szakemberek képzése volt.
2006-tól három éves alap- (B.Sc.) és erre épülő két éves mesterképzés (M.Sc.) keretében folyik a képzés az intézetben a bolognai folyamatoknak megfelelően. A legkiemelkedőbb hallgatók a Biológiai Doktori Iskola programjában folytathatják tanulmányaikat.
2013-tól a biológiatanári végzettséghez ötéves képzésben folyik az oktatás.
A Biológiai Intézet a Biológiai alapszak, a Biológus mesterszak és a tanárképzés Biológia modulja oktatásáért felelős. Az intézetnek meghatározó szerepe van a Környezettan és Környezettudomány képzésekben, mindemellett az intézet részt vesz pszichológusok és gyógyszerészek oktatásában is. Ezen felül az intézet felügyel felsőoktatási szakképzéseket is, illetve szakirányú továbbképzéseket. A Tudományos Diákkör munkájában való aktív részvétel egy nagyon fontos eleme a hallgatók kutatói életpályára nevelésében. A Biológiai Doktori Iskola 10 programot működtet a mesterszakos diplomát szerzett hallgatók számára.
A Biológiai Intézet nagyban hozzájárul ahhoz, hogy az ELTE Természettudományi Kar vezető helye legyen a hazai és a nemzetközi egyetemi rangsorokban. Az intézet publikációs teljesítménye, pályázati sikeressége valamint hazai és külföldi kapcsolatrendszere további fejlesztésével kíván fejlődni.

## Tanszékek
Az intézet 12 tanszéket és egy szakmódszertani csoportot foglal magába.
| Tanszék                                                     | Tanszékvezetők |
| ----------------------------------------------------------- | --- |
| Anatómiai, Sejt- és Fejlődésbiológiai Tanszék               | Lőw Péter |
| Állatrendszertani és Ökológiai Tanszék                      | Herczeg Gábor |
| Biokémiai Tanszék                                           | Kovács Mihály |
| Embertani Tanszék                                           | Vellainé Takács Krisztina |
| Etológiai Tanszék                                           | Miklósi Ádám |
| Élettani és Neurobiológiai Tanszék                          | Ádám György (1968–1992) Kukorelli Tibor (1992–2000) Détári László (2000–2015) Világi Ildikó (2015–2018) Dobolyi Árpád (2018–) |
| Genetikai Tanszék                                           | Vellai Tibor |
| Immunológiai Tanszék                                        | Gergely János (1973–1993) Erdei Anna (?–?) Kacskovics Imre (?–?)                                                              |
| Mikrobiológiai Tanszék                                      | Tóth Erika |
| Növényélettani és Molekuláris Növénybiológiai Tanszék       | Fodor Ferenc |
| Növényrendszertani, Ökológiai és Elméleti Biológiai Tanszék | Standovár Tibor |
| Növényszervezettani Tanszék                                 | Kovács M. Gábor |
| Biológiai Szakmódszertani Csoport                           | |

## Vezetés
Az intézetet az intézetigazgató vezeti, két helyettessel (egy stratégiai és egy oktatási intézetigazgató).
| Títulus                              | Név                       |
| ------------------------------------ | ------------------------- |
| Intézetigazgató                      | Miklósi Ádám              |
| Stratégiai intézetigazgató helyettes | Vellainé Takács Krisztina |
| Oktatási intézetigazgató helyettes   | Kovács M. Gábor           |

## Oktatás
Az intézetben alapképzés, mesterképzési és doktori képzés folyik.
| Képzés         | Tantárgy                          |
| -------------- | --------------------------------- |
| Alapképzés     | Biológia                          |
| Mesterképzés   | Biológus Biotechnika Gyógyszerész |
| Doktori képzés | Biológia                          |

## Oktatók
A félkövérrel szedett oktatók 2021-ben is az egyetemen oktatnak.
| Tanszék                                                     | Tanszékvezetők |
| ----------------------------------------------------------- | --- |
| Anatómiai, Sejt- és Fejlődésbiológiai Tanszék               | Lőw Péter, Kovács János |
| Állatrendszertani és Ökológiai Tanszék                      | Herczeg Gábor |
| Biokémiai Tanszék                                           | Kovács Mihály |
| Embertani Tanszék                                           | Vellainé Takács Krisztina |
| Etológiai Tanszék                                           | Miklósi Ádám |
| Élettani és Neurobiológiai Tanszék                          | Ádám György, Détári László,Dobolyi Árpád, Kukorelli Tibor, Világi Ildikó |
| Genetikai Tanszék                                           | Ari Eszter, Bana Ágnes, Barna János, Billes Viktor, Egyed Balázs, Hotzi Bernadett, Kovács Tibor, Orosz László, Sigmond Tímea, Sturm Ádám, Varga Máté, Vellai Tibor, Vida Gábor |
| Immunológiai Tanszék                                        | Gergely János, Erdei Anna, Kacskovics Imre |
| Mikrobiológiai Tanszék                                      | Tóth Erika |
| Növényélettani és Molekuláris Növénybiológiai Tanszék       | Fodor Ferenc |
| Növényrendszertani, Ökológiai és Elméleti Biológiai Tanszék | Standovár Tibor, Szathmáry Eörs |
| Növényszervezettani Tanszék                                 | Kovács M. Gábor, Solymosi Katalin |
| Biológiai Szakmódszertani Csoport                           | |

## Kutatás

### Anatómia, Sejt- és Fejlődésbiológiai Tanszék
Az Anatómia, Sejt- és Fejlődésbiológiai Tanszék a molekuláris sejtbiológia tárgykörén belül a sejtpusztulással és az autofágia (a sejtes önemésztés) molekuláris mechanizmusával és szabályozásával foglalkozik. A tanszék kutatói vizsgálják az autofágia hormonális és genetikai szabályozását, az autofágia szerepét a sejtpusztulásban, a makromolekulák degradációjában, a neuronvesztéssel járó betegségekben, és a tumorigenezisben. A kutatók modellrendszerként ecetmuslicát és emlős sejtvonalakat alkalmaznak. A tanszék oktató-kutatóinak érdeklődési területe a kutatási témák igen széles spektrumát öleli fel: génszabályozástól és RNS interferenciától, az autofágián, endocitózison át a krinofágia folyamatát szabályozó molekulák jellemzéséig.

### Állatrendszertani és Ökológiai Tanszék
Az Állatrendszertani és Ökológiai Tanszék kutatásainak közös tulajdonsága, hogy az egyed feletti szerveződési szintekre (populációk, fajok, magasabb taxonok) koncentrál, bár a vizsgált kérdések megválaszolásához gyakran nyúl az egyed alatti szerveződési szintek (fiziológia, genetika, molekuláris biológia) vizsgálatában bevett módszerekhez. A modellfajok rendkívül széles skálán mozognak az amőbáktól a televényférgeken és ízeltlábúakon át a gerincesekig. Az ökológiai vizsgálatainkat túlnyomó részt természetes élőhelyeken végezzük, pl. a Pilisi hegységben működő (ELTE Pilis Projekt) kutatóállomásunkon több mint 30 éve folyamatosan kutatjuk az odúköltő énekesmadarakat.

### Biokémiai Tanszék
A Biokémiai Tanszéket Bíró Endre, Szent-Györgyi Albert egykori tanítványa, alapította az 1970-es években. Ebből az évtizedből datálódik a tanszék történetét végigkísérő kutatási téma, az izombiokémia, amit ma a motorfehérjék kutatása címmel űz. A tanszék történetének másik nagy alakja, Gráf László a szerin-proteázok szerkezet-funkció vizsgálatát indította el a tanszéken az 1980-as évek közepén, amely azóta is a tanszék kutatási témái közé tartozik. Az elmúlt két évtizedben a tanszék kutatási portfóliója jelentősen kiszélesedett és az fehérjetudományi alapkutatás kiegészült alkalmazott kutatásokkal, biomarker- és gyógyszerfejlesztési projektekkel. A Biokémiai Tanszéken jelenleg 6 kutatócsoport működik, kiegészülve 3 pályázatnyertes junior kutatónkkal, akik részben önálló témákon dolgoznak. A kutatásaik elsősorban a Nemzeti Kutatási, Fejlesztési és Innovációs Hivatal és a Magyar Tudományos Akadémia támogatja. A tanszéken működött az Európai Kutatási Tanács első, a Biológiai Intézethez kötődő kutatócsoportja. A kutatási projektjeik kiterjedt hazai és nemzetközi együttműködésben valósulnak meg. Ipari együttműködési partnereink között van a Richter gyógyszergyár.

### Embertani Tanszék
Az Embertani Tanszék jelenlegi kutatási témái közé tartozik a kárpát-medencei történeti népességek embertani kutatása, különös tekintettel az őskori és népvándorlás kori populációk eredetének és esetleges továbbélésének kérdéseire. Életmód és betegségek a történeti korokban.Pajzsmirigy alulműködéses gyermekek növekedési mintázata. A Kolekalciferol ellátottság mértéke és a testszerkezet mutatói közötti kapcsolat elemzése gyermekeknél. Az alapanyagcsere életkori és nemi különbségei. Tumor szuppresszor és metasztázis inhibitor gének biológiai funkciójának vizsgálata genetikai modell, tumorsejtvonalak és humán szérum minták felhasználásával.

### Etológiai Tanszék
Az Etológiai Tanszék kutatási területei közé a viselkedéskutatás és azzal összefüggő biológiai területek (genetika, ökológia, élettan) széles skáláját tartozik. Kezdetben a tanszéki kutatások döntően a kutyák elmebeli képességeinek vizsgálatával foglalkoztak, de mára más fajokkal is bővült az elmeműködésre és agyműködésre irányuló kutatási paletta.

### Élettani és Neurobiológiai Tanszék
Az Élettani és Neurobiológiai Tanszék az idegrendszer felépítésének és működésének megismerésével foglalkozik. A tanszék az emberi életkor meghosszabbodása, az életvitel felgyorsulása következtében azonban megfigyelhető az idegi működést érintő betegségek kialakulásának okaival is foglalkozik. A normál idegrendszeri működés, viselkedés és az ennek hátterében álló sejtszintű folyamatok feltárása a tanszék egyik fő kutatási területe. A tanszéken különböző vizsgálati módszerek felhasználásával ezen kutatásoknak nagy hagyománya van.

### Kutatók
A következő lista az ismertebb kutatókat tartalmazza. Az ismertség a Google Tudós idézetek alapján lett megállapítva.
| Idézetek száma | Kutató                                    |
| -------------- | ----------------------------------------- |
| 10 000-50 000  | Miklósi Ádám, Lőrincz Péter               |
| 5000-10 000    | Lőw Péter, Varga Máté, Szatmári Zsuzsanna |

## Ismertebb hallgatók
- Balogh János, biológus (1935, biológia, PhD)
- Csuzdi Csaba, biológus (1984, biológia)
- Hámori József, biológus (1955, biológia)
- Jávor Benedek, politikus (2006, biológia, PhD)
- Juhász-Nagy Pál, biológus (1957, biológia és kémia)
- Kampis György, biológus (1988, biológia)
- Kollányi Ágoston, rendező (1971, biológia)
- Kubinyi Enikő, etológus (2004, etológia PhD)
- Podani János, biológus (biológia)
- Solymosi Katalin, biológus (2005, biológia PhD)
- Szabó Rebeka, politikus (2001, biológia)
- Tölgyesi Ágnes, rendező (1980, biológia)
- Vida Gábor, biológus (1957, biológia és kémia)